# Scânteieşti
Scânteieşti é uma comuna romena localizada no distrito de Galaţi, na região de Moldávia. A comuna possui uma área de 50.23 km² e sua população era de 2643 habitantes, segundo o censo de 2007.